# Giuseppe Spinola
Giuseppe Spinola (Castelnuovo Scrivia, 12 ottobre 1911 – Vasto, 5 luglio 1963) è stato un allenatore di calcio e calciatore italiano, di ruolo centrocampista.

## Carriera
Ala, ha esordito in Serie A con la maglia del Casale il 13 novembre 1932 in Casale-Juventus (1-2).
Ha giocato nella massima serie anche con le maglie di Torino, Milan e Liguria.
Terminata la carriera di calciatore, intraprende quella di allenatore sulla panchina della Pro Vasto.

## Palmarès

### Giocatore

#### Club

##### Competizioni nazionali
- Serie B: 1

Liguria: 1940-1941